# Mário Quintana (Porto Alegre)
Mario Quintana é um bairro da zona leste da cidade brasileira de Porto Alegre, capital do estado do Rio Grande do Sul. Foi criado pela Lei nº 8258, de 22 de dezembro de 1998. O bairro faz parte da região de planejamento 4 - leste e nordeste.
Em 2019 o bairro contava com:  38.116 habitantes, distribuídos por seus 750,7 hectáres, com uma densidade populacional de 5.077,39 hab./km². A taxa de analfabetismo do bairro era de 5,6%, acentuadamente maior que o índice geral de Porto Alegre que era de 3,86%. A renda média era de 154 salários mínimos por domicílio. O seu Índice de Desenvolvimento Humano Municipal é de 0,643 muito baixo em comparação o índice de 0,805 da cidade.

## Histórico
A origem do povoamento da região data de 1896, quando foi criado o primeiro loteamento, com 144 hectares, que recebeu o nome de Capão da Fumaça. Como diversas chácaras surgiram na região, o nome foi mudado para Chácara da Fumaça. O nome atual é uma homenagem ao poeta Mario Quintana (1906-1994).
Até os anos 60, o local tinha poucos moradores. Mas, o aumento populacional levou o governo a iniciar, nos anos 80, projetos de infraestrutura e de habitação. Para esta região foram transferidos os moradores de vilas próximas ao centro de Porto Alegre (Borges, Ipiranga e Harmonia).

## Características atuais
O Mário Quintana reflete bem a desigualdes sociais.
Oriundos em grande parte de outras regiões da cidade, os moradores do bairro são de origem humilde que, devido à urbanização e valorização das regiões que antes habitavam, deslocaram-se para o bairro. Outra característica local é o ecumenismo, que se reflete nas diferentes expressões religiosas e onde, em suas sedes, os moradores realizam diversas festividades, objetivando a arrecadação de fundos ou mantimentos para os menos favorecidos.
Das áreas de lazer, a que mais se destaca é o Parque Chico Mendes, criado em dezembro de 1991 em uma área de preservação ambiental, com amplos espaços para atividades esportivas mas que atualmente está deteriorado e malcuidado.
O bairro Mário Quintana é composto pelas Vilas Chácara da Fumaça, Valneir Antunes, Safira Velha, Safira Nova, Batista Flores, Wenceslau Fontoura, Timbaúva , Jardim do Verde, Jardim Protásio Alves e Passo Dorneles.
A partir da metade da década passada começaram a surgir os primeiros condomínios e loteamentos fechados, tornando este um bairro propício para o desenvolvimento destes empreendimentos, tendo em vista a grande área disponível e a pequena distância do centro da capital (cerca de 13 km).  Nos últimos anos surgiram no bairro diversos novos empreendimentos voltados para a classe média e alta, como exemplo o Verdes Campos (maior empreendimento da região) e Encosta do Sol Prime, os quais começam a dar uma nova cara para uma área que em suas origens era voltada para atividades rurais.
Além de loteamentos de grande porte há também uma inserção de casas individuais em grande número conformando bastante população e aumento da extensão habitacional. Moradores do bairro, estudantes de uma escola municipal de ensino fundamental, apontam alguns itens que podem ser melhorados, tanto por parte do setor administrativo público,  quanto pelos próprios moradores e que também caracterizam-se como atualidade. Registram sobre a limpeza do bairro no tocante ao recolhimento de lixo que pode ser melhorada,  e também contribuiria bastante a ação dos moradores que deviam respeitar mais os locais sinalizados para depósito ou não de lixo, tornando o ambiente mais agradável. A iluminação  pública nas ruas precisa receber manutenção permanente e "seria bom se nunca mais faltasse luz" (energia elétrica) nas casas dos moradores. Indicam a importância de haver maior qualificação na segurança pública. Sobre o convívio entre os moradores é importante que haja mais respeito mútuo. Em relação aos espaços de educação, laser, esportes e atividades culturais assinalam a existência de cerca de três escolas públicas municipais, escolas particulares, e a Instituição Marista de assistência social de grande porte que contém uma escola. Incluem a possibilidade de frequentar inúmeras praças pequenas, muitos pequenos campos de futebol e o costume de moradores de usufruir a Praça México, de grande área, do bairro vizinho. 

## Limites atuais
Ponto inicial e final: encontro da Avenida Manoel Elias com a Avenida Protásio Alves; desse ponto segue pela Avenida Protásio Alves até o ponto de coordenadas E: 289.673; N: 1.675.356; desse ponto, segue por uma linha reta imaginária, direção sul, paralelo a Rua Três - Jardim Protásio Alves, até o Arroio Morro Santana, ponto de coordenadas E: 289.603; N: 1.674.339; desse ponto passa a seguir o limite com o Município de Viamão, pelo eixo do Arroio Morro Santana, até encontrar o eixo do Arroio Dorneles, ponto de coordenadas E: 291.760; N: 1.674.589; no limite com o Município de Alvorada, segue pelo eixo desse arroio até o ponto de coordenadas E: 291.816; N: 1.674.785, junto ao Arroio Feijó, passando a seguir o eixo desse arroio até o ponto de coordenadas E: 291.584; N: 1.677.494; desse ponto, segue por dois segmentos de linha reta e imaginária, passando pelo ponto de coordenadas E: 290.880; N: 1.677.665, e seguindo até a Estrada Antônio Severino, ponto de coordenadas E: 290.576; N: 1.677.655; desse ponto segue por linha reta e imaginária até o entroncamento da Avenida Adelino Ferreira Jardim com a Rua da Poesia; desse ponto segue o limite de propriedade do Loteamento Rubem Berta passando pelos pontos de coordenadas E: 290.257; N: 1.677.054; E: 289.932; N: 1.677.040 e E: 289.926; N: 1.676.886, até encontrar a Avenida Martim Felix Berta, ponto de coordenadas E: 289.598; N: 1.676.879, por essa até encontrar a Rua Pílade Frediani, por essa até encontrar a Rua Dr. Vargas Neto, por essa até encontrar a Rua Idelvira de Moura Almeida, por essa até encontrar a Rua Sargento Sílvio Delmar Hollembach, por essa até encontrar a Rua José Pereira de Borba, por essa até encontrar a Rua Irmão Ildefonso Luís, por essa até encontrar a Rua José de Barros Assis (antiga Rua Quarenta e Um), por essa até encontrar a Rua Germano Basler, por essa até encontrar a Rua Irmã Teresilda Steffen, por essa até encontrar a Avenida Manoel Elias e por essa até encontrar a Avenida Protásio Alves, ponto inicial.

## Lei dos limites de bairros - proposta 2013-2014
Os limites do bairro na proposta são os seguintes:
Ponto inicial e final: encontro da Avenida Manoel Elias com a Avenida 
Protásio Alves. Desse ponto segue pela Avenida Protásio Alves até o ponto de 
coordenadas 00000. Deste ponto, segue por uma linha reta imaginária, direção 
sul, paralelo a Rua Três – Jardim Protásio Alves, até Arroio Morro Santana, 
ponto de coordenadas 00000. Desse ponto passa a seguir o limite com o 
Município de Viamão, pelo eixo do Arroio Morro Santana, até encontrar o eixo 
do Arroio Dorneles. Desse ponto passa a seguir o limite com o Município de 
Alvorada, seguindo pelo eixo do Arroio Dorneles até o Arroio Feijó, pelo eixo 
desse arroio até o ponto de coordenadas 00000. Deste ponto, segue por dois 
segmentos de linha reta imaginária até o encontro da Estrada Antônio Severino 
com a Avenida Adelino Ferreira Jardim, por essa até o limite de propriedade do 
loteamento Rubem Berta, segue por esse limite de propriedade até encontrar a 
Avenida Martim Felix Berta, por essa até encontrar a Rua Pílade Frediani, por 
essa até encontrar a Rua Dr. Vargas Neto, por essa até encontrar a Rua 
Idelvira de Moura Almeida, por essa até encontrar a Rua Sargento Sílvio 
Delmar Hollembach, por essa até encontrar a Rua José Pereira de Borba, por 
essa até encontrar a Rua Irmão Ildefonso Luís, por essa até encontrar a Rua 
Quarenta e Um, por essa até encontrar a Rua Germano Basler, por essa até 
encontrar a Rua Irmã Teresilda Steffen, por essa até encontrar a Avenida 
Manoel Elias e por essa até encontrar a Avenida Protásio Alves, ponto inicial